# Суд присяжних

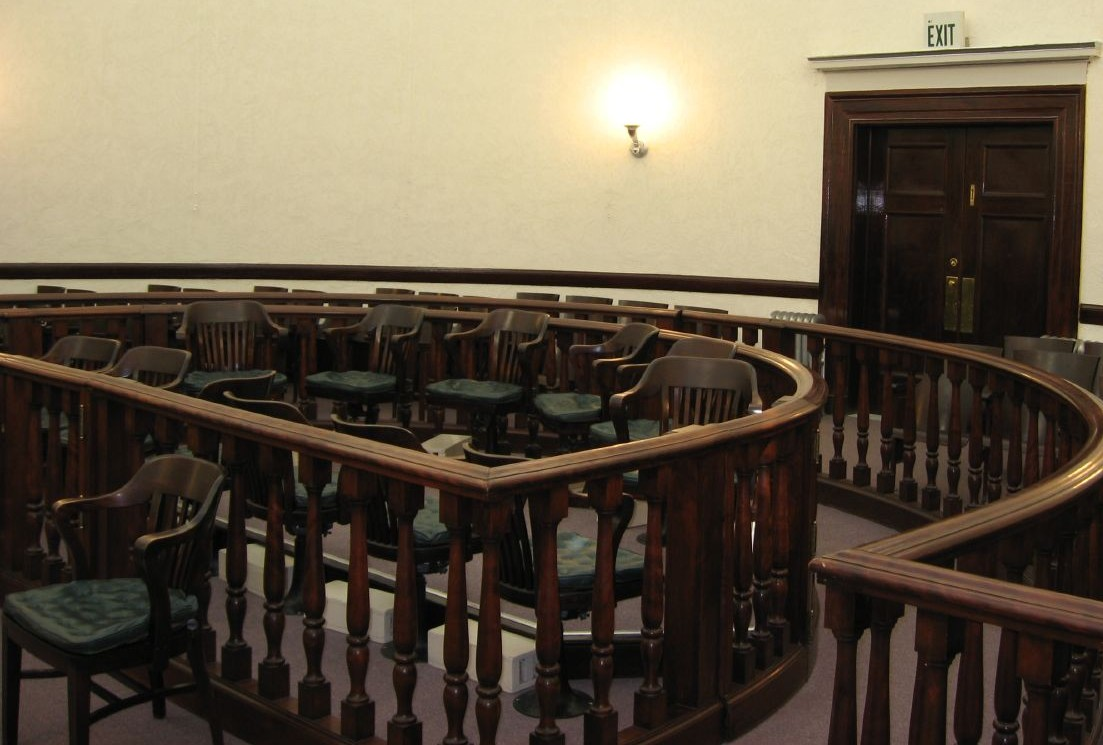
Лава для присяжних у суді США

Суд прися́жних — форма здійснення державної влади, зокрема судової, безпосередньо громадянами шляхом їх участі у відправленні правосуддя. Як самостійний соціально-політичній інститут складається з окремої колегії присяжних засідателів та професійного судді чи суддів. Колегія присяжних засідателів виокремлена та наділена повноваженнями приймати вирішальні рішення без участі професійного судді (суддів), що убезпечує народ від свавілля держави.  Суд присяжних, як соціально — політичний інститут існує в Англії, США, Канаді, Швеції, Бельгії, Данії, Норвегії, Австрії. У Німеччині внаслідок реформи Еммінґера термін «Суд присяжних» як інститут судової системи почав застосовуватися із об'єднанням у 1924 р. присяжних засідателів з професійними суддями в єдину колегію також до судів за участю засідателів, які не наділені правами судді.
Суд присяжних – особливий інститут правосуддя, застосування якого надає додаткові можливості посилення  контролю суспільства за здійсненням судочинством, сприяє всебічному дослідженню обставин справи в суді, та мінімізації судових помилок створює додаткові механізми стримувань і противаг проти зловживань, свавілля та корупції.

## Етимологія
Сучасне значення слова «журі» («суд присяжних») утворилось в англійській мові як лексико-семантичний варіант запозиченого старо-французького слова «фр. jurée» (перекл. «присяга»). Власне, під поняттям «журі» слід розуміти групу людей, пов'язаних клятвою, яким доручено виконувати певні завдання. У найбільш загальновживаному значенні «журі» означає колегіальний орган, що використовується як суддя, члени якого не є професійними суддями. Також термін «журі» використовується при визначенні групи людей, що визначає переможця.
Використання цього терміну дало поштовх класифікації сучасних, існуючих в різних країнах судів, які національним законодавством визначаються як суди присяжних. Так, суди присяжних пропонується кваліфікувати: із роздільними колегіями — Англія, США, Канада, Австралія, Нова Зеландія, Гонконг, Швеція, Росія (з 1993 р.), Іспанія (з 1995 р.); із роздільно-спільною колегією, коли після винесення присяжними вердикту остаточне рішення приймається спільно з професійними суддями — Бельгія, Данія, Австрія, Норвегія. Із спільною із професійними суддями колегією — Німеччина (з 1924 р.), Італія (з 1931 р.), Франція (з 1941 р.), Греція (з 1968 р.), Україна. Останні, власне, судами присяжних можна вважати лише умовно.

## Історія виникнення
Передумовами виникнення Суду присяжних можна вважати історичну тенденцію обмеження абсолютної влади шляхом її поділу на законодавчу, виконавчу та судову, а також використання членів громади для участі у здійсненні правосуддя в деяких стародавніх культурах. Судовий контроль вперше було започатковано у Древній Греції, зокрема, у місті-державі Афіни, де рішення спеціальних судових колегіальних органів відомі з 500 року до н. е. Вони внаслідок таємного голосування, врешті решт, мали право скасовувати навіть закони. У 4 столітті до н. е. ідеї, які були покладені в основу сучасного принципу поділу влади, були висунуті Арістотелем. Пізніше обмеження свавілля влади забезпечувалося судом рівних. У германських племен існував стародавній звичай використання поважних людей для розслідування правопорушення та суду над обвинуваченими. 683 року XIII Толедським собором було ухвалено рішення про недопущення у майбутньому будь-якого королівського свавілля, позбавлення вищих посадовців двору та церкви їх гідності, життя, здоров'я та майна не інакше, як за вироком суду, що складався з рівних йому людей.

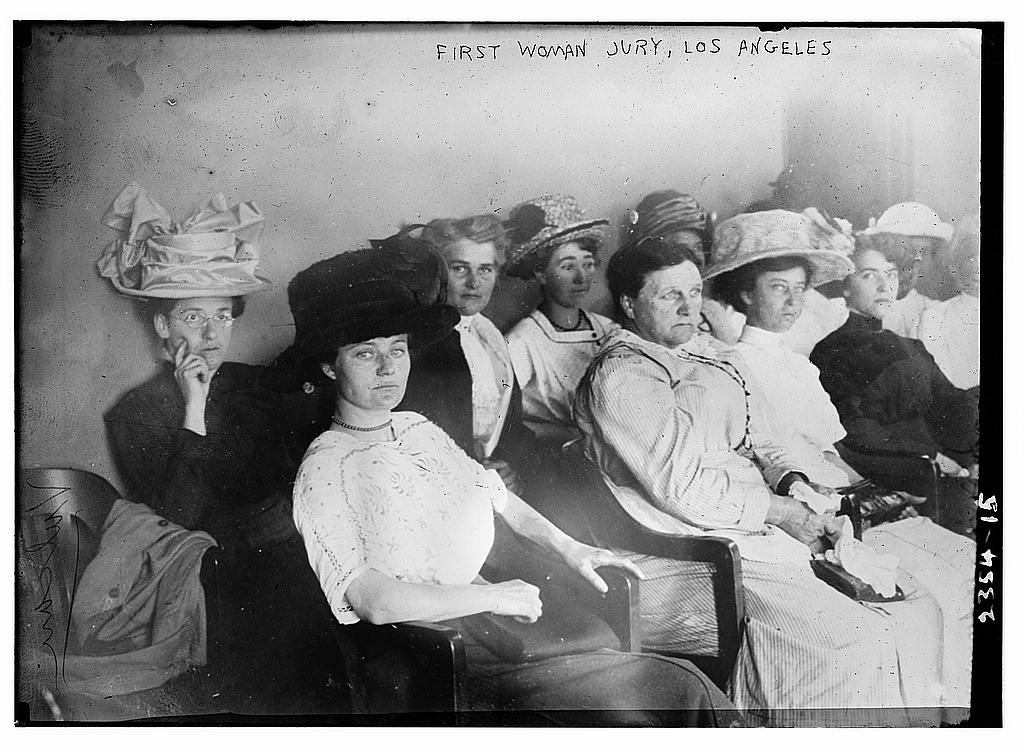
Перший суд присяжних, що складався з жінок. Лос-Анжелес, США, 1911 рік

Існують відомості про використанні терміну «журі» у діяльності утвореного при королі Етельреді (бл. 968, † 23 квітня 1016) англо-саксонського королівства Ексекс в Англії колегіального судового органу, яке приймало рішення з цивільних справ на прохання сторін. Відомості про створення журі дворян з метою вирішення земельних спорів, де, зокрема, стороною міг бути найбільший землевласник — герцог, відстежуються з рішень герцога нормандського Вільгельма ІІ ще до завоювання ним Англії та отримання у 1066 році титулу її короля.
Після завоювання суд присяжних формувався в Англії протягом двох століть. Спочатку він розглядав суто земельні та інші майнові суперечки, а потім його компетенція, внаслідок поразки короля у боротьбі з повстанням баронів, була поширена на політичні справи. За статтею 39 Великої Хартії Вольностей 1225 року король був обмежений у праві піддавати вільну людину репресії, яка могла бути засуджена «не інакше як за законним вироком рівних йому осіб».
Свобода ухвалення рішення і таємниця дорадчої кімнати присяжних засідателів (у тому числі від професійного судді), вважаються одним із кардинальних принципів англійського загального права. Порушення таємниці дорадчої кімнати присяжних тягне безумовне скасування вироку, а систематичні контакти з присяжними безпосередньо після розгляду можуть розцінюватися як неповага до суду. З метою забезпечення незалежності засідателів від сторонніх впливів, у тому числі від суддівського упередження, у США суддям забороняється коментувати і підсумовувати докази в справі. Як відзначає американський вчений Д. Карлен, право на суд присяжних у США відстоюється не стільки на тій підставі, що завдяки йому стимулюється участь громадян у відправленні правосуддя, скільки на тому, що завдяки йому забезпечується кращий захист прав сторін. Це міра недовіри американців до суддів, недовіри, породжуваної існуючими методами їхнього обрання і кепським функціонуванням судової системи.
В сучасному розумінні суд присяжних був сформований у XIII сторіччі, але як будь-який соціальний інститут продовжує удосконалюватися і сьогодні.
На сьогодні, суд присяжних із загальної кількості розглядає досить невеликий відсоток справ (у США близько 7% цивільних та кримінальних справ). В Канаді щорічно судом присяжних розглядається лише 1% кримінальних справ, в Англії — близько 2%, у США — близько 3%.[джерело?]

## Поширення суду присяжних
Спочатку запровадження суду присяжних йшло одночасно з поширенням колоніальних володінь Британської корони. В інших країнах Європи цей суд засновувався під впливом ліберальних ідей в періоди бурхливих соціальних потрясінь і політичної перебудови. Вперше в континентальній Європі цей суд був заснований у революційній Франції у 1791 році. Його поява пов'язується з теоретичним відкриттям Ш. Монтеск'є у політичній системі тогочасної Англії принципу «поділу влади». «Коли вводився інститут присяжних у Франції, в кінці минулого століття, запевняли, що цей інститут» покликаний протидіяти поневоленню і тиранії. Введення суду присяжних в інших європейських країнах припадає переважно на  1848 і 1889 роки, коли уряди під впливом тодішнього настрою народів поступалися їм, погоджуючись допустити їх представників до участі в законодавчій діяльності та у здійсненні правосуддя". Відомий німецький учений Иеринг стверджував, що суд присяжних є тільки одною зі стадій, із перехідних форм судової організації. Форма ця корисна, можливо навіть необхідна, для встановлення правильних відносин влади і громадян, для постанови нових суспільних установ під охорону суспільної совісті. Але коли це досягнуто й установи усталилися, ввійшли у свою колію, діяльність суду присяжних повинна припинитися, тому, що вона має завдання політичні, а не юридичні.

### Суд присяжних у Франції
Суд присяжних у Франції було запроваджено з прийняттям Конституції 1791 року. "Не маючи можливості скасувати суд присяжних у Франції взагалі, Наполеон надав йому кримінально-процесуальним кодексом 1808 року «однобічно інквізиторського характеру» — 18, відлучивши його від політичних процесів, для яких він по суті і був створений і навіть обмежив його компетенцію по загальних злочинах. У Франції суд присяжних проіснував 150 років, до нацистської окупації. 1941 року нацистським режимом були скасовані самостійні колегії присяжних. Вироки виносилися судами у складі трьох професійних суддів і шести засідателів.
Після звільнення Франції уряд Ордонансом від 25 лютого 1945 узаконив фактичну ліквідацію суду присяжних, залишивши лише його назву, і збільшивши кількість засідателів з шести до семи. Кримінально-процесуальний кодекс Франції 1958 року підтвердив ліквідацію цього суду, знову збільшивши до дев'яти кількість засідателів.

### Суд присяжних у Німеччині
У Німеччині суди присяжних були створені в 1848 році. Закон про судоустрій 1877 року закріпив діяльність суду в складі трьох суддів і 12 присяжних, об'єднаних у дві самостійні колегії, з роздільним вирішенням питань про винуватість та призначення покарання.
Спроба ліквідації суду присяжних була зроблена у 1873 році, «коли німецький уряд, задумавши судову реформу, мав намір замінити суд присяжних великим судом шеффенов. Особливо бурхливий спротив проявився в південній Німеччині, саме там, де суду присяжних були ще підвідомчі справи за злочинами про друк» — 1.
У південних державах німецького союзу населенням організовувався збір коштів на утримання присяжних, оскільки централізоване фінансування було припинено. У тих же місцевостях, де справи про друк і політичні злочині були виведені з компетенції цього суду, населення до реформування суду присяжних і взагалі до його ліквідації ставилося байдуже.
Перші серйозні зміни кримінально-процесуального законодавства були проведені у Веймарській республіці. В результаті реформи Еммингера 1924 року були ліквідовані суди присяжних. Вони були замінені новими судами, організованими за принципом судів шеффенов, без поділу на самостійні колегії коронних суддів і присяжних, з єдиним складом суду (три судді і шість засідателів), але зі збереженням старої назви «суд присяжних».
У період фашизму в галузі кримінального процесу та судоустрою знову були проведені реакційні заходи. Постановою від 1 вересня 1939 року юстиція була переведена на режим роботи в умовах воєнного часу. Цією постановою було ліквідовано суди шеффенов і так звані суди присяжних. І хоча в 1950 році на території ФРН був відновлений у дії кримінально-процесуальний кодекс 1877 року, в новій редакції суд складався з трьох суддів і шести «присяжних», об'єднаних в єдину колегію.

### Суд присяжних у Австрії
В Австро-Угорщині суди присяжних були введені у 1873 році. Після розпаду імперії у 1918 році діяльність судів присяжних продовжувалася не лише у Австрії а й у деяких новоутворених державах.
На підставі відновленної у грудні 1945 року Конституції Австрійської республіки, за якою (ст. 91) «Народ повинний брати участь у відправленні правосуддя. По справах про перераховані в Законі злочинах, за який мог бути призначене суворе покарання, а також по справах про всі політичні злочини і провини питання про винність обвинувачуваного вирішують присяжні» Кримінально процессуальний кодекс 1975 року закріпив порядок за яким присяжні самостійно розглядають питання про винність, осудність, наявність пом'якшуючих або обтяжуючих обставин, можливість звільнення від кримінальної відповідальності й ін., а потім разом із професійними суддями визначають вид і розмір покарання.
Порядок винесення вердикту в Австрії досить сильно відрізняється від такого порядку у Великій Британії, що зв'язано з їх більш вагомим процесуальних положенням. У випадку неясності, неповноти або суперечливості висновку засідателів, перед ними можуть бути поставлені додаткові питання. Однак у цьому випадку справа відновляється слуханням. Таким чином, УПК Австрії не заперечуючи сутності суду присяжних, тобто ухвалення рішення про долю підсудного окремо від професійних судів, дозволяє більш повно розкрити його можливості, надає право засідателям приймати рішення фактично у повному обсязі.

## Суди присяжних на українських землях

### Російська Імперія
Суди присяжних на українських землях під Росією були введені судовою реформою 1864. Вони були обов'язкові по тяжких кримінальних злочинах, зокрема тих, за які загрожувала кара понад 10 років ув'язнення або кара смерті, та в політичних і релігійних злочинах. На початку 20 ст. виникли сумніви щодо доцільності суду присяжних, з чого з'явилася тенденція обмежувати їхні компетенції. Зокрема були намагання вилучити з-під компетенції суду присяжних політичні злочини. Одним з найпалкіших оборонців інституції суду присяжних був український правник О. Кістяківський.

### Австро-Угорщина
Під Австрією суди присяжних були введені у 1873 році. Вони розглядали справи злочинів і проступків політичних, вчинених друкованим словом, і підсудних, яким загрожувала кара смерті, довічне ув'язнення чи тюрма понад 10 років (винятково також справи підсудних, яким загрожувало позбавлення волі менше 10 років).
На українських землях під Польщею діяли спочатку суди присяжних, передбачені конституцією 1921 і австрійським карно-процесуальним правом, яке далі було чинне в Галичині. Польський карно-процесуальний кодекс 1928 також передбачав суд присяжних, але цю інституцію кілька років по тому було скасовано, а нова конституція її вже не передбачала. На українських землях під Румунією, де спершу діяли суди присяжних ще з австрійських часів, їх скасовано 1936. Також у Чехословаччині суд присяжних втратив значення у 1930-х роках. Ця тенденція була наслідком поступового обмеження прав громадян на участь у безпосередньому здійсненні державної влади та запровадження фактичної підконтрольності присяжних державі шляхом об'єднання їх у єдину судову колегію із професійними суддями, введення нової форми участі громадян у відправленні правосуддя як засідателів (своєрідних понятих у судовому засіданні). Головне теоретичне обґрунтування полягало у відсутності у присяжних фахової юридичної підготовки, низькою правовою культурою громадян.

### СРСР
Вважаючи суд присяжних «буржуазним судом», СРСР не включив їх у судову систему, обмеживши участь громадських кіл у судочинстві засідателями, які брали участь разом з професійними суддями в усіх судах, цивільних і кримінальних, першої інстанції, їх обирали на прилюдних зборах на 2½ p. з-поміж громадян віком від 25 років. Вони виконували судові чинності не довше 2 тижнів на рік. Засідателів оголошували однією з форм «безпосередньої участі трудящих у здійсненні соціалістичного правосуддя».
13 листопада 1989 р. у СРСР були прийняті «Основи законодавства Союзу РСР і союзних республік про судоустрій», що відродили інститут суду присяжних: питання винності підсудного у справах про злочини, за вчинення яких передбачена страта або позбавлення волі на строк понад 10 років, могли розглядатися судом присяжних. У той же час, в Україні положення про суд присяжних так і не були впроваджені у практику.

### Сучасна Україна

#### Законодавчі засади
Існування суду присяжних передбачено Конституцією України, текст якої, у цій частині, було підготовлено на хвилі демократичних перетворень на початку 90 років. Оскільки реальне запровадження суду присяжних не відповідало інтересам провладних політичних сил та суддівського корпусу, його запровадження бойкотувалося відмовою від будь-якого врегулювання його діяльності у законах про судоустрій та судочинство. Закон України «Про судоустрій і статус суддів» від 7 липня 2010 року, як спеціальний закон, що закріплює засади організації судочинства, повинен був визначити порядок створення і розгляду справ судом присяжних. Проте вказаний закон не містив конкретних положень щодо діяльності інституту присяжних (окрім положення про посвідчення присяжного), натомість детально регламентував діяльність народних засідателів, які залучаються до здійснення правосуддя. Цікавим є те, що народні засідателі мають ту саму правову природу і процесуальний характер, як і присяжні, тому зовсім незрозуміло, за яким критерієм законодавець розмежовує ці два інститути. Діючий на той момент Кримінально-процесуальний кодекс не передбачав безпосередньої участі народу у здійсненні правосуддя шляхом залучення присяжних чи навіть народних засідателів.
Оновленим Кримінальним процесуальним кодексом України від 13 квітня 2012 року встановлено, що суд присяжних складається з трьох присяжних та двох професійних суддів, об'єднаних у єдину колегію, яка може розглядати суто справи за обвинуваченням у вчиненні злочину, за який передбачене покарання у «вигляді довічного позбавлення волі». Змінами до Закону України «Про судоустрій і статус суддів» від 13 квітня 2012 року визначено порядок затвердження списку присяжних. Зокрема, він формується і затверджується відповідною місцевою радою із громадян, які відповідають вимогам закону і дали згоду бути присяжними та у кількості, визначеною Державною судовою адміністрацією України.

#### Перший судовий процес за участі присяжних
30 квітня 2013 року вперше в Україні розпочалися слухання по справі 27-річного громадянина Марокко, що звинувачується в навмисному вбивстві відомого львівського лікаря-травматолога Леона Фрайфельда. Обвинувачений у справі особисто виявив бажання, щоб його справа слухалася за участі присяжних. Під час цього судового засідання, із затвердженого списку методом довільного вибору, було відібрано присяжних у справі — трьох жінок, які були присутні на засіданні разом з двома професійними суддями[відсутнє в джерелі].

## Кількісний склад суду присяжних
Будь-яке законодавче закріплення кількості присяжних було обумовлене конкретними ідеологічними і соціальними передумовами. Якщо в Англії запровадження присяжних у кількості 12 склалося історично (достеменні відомості відсутні), то в більш пізніх судоустроях, наприклад у Росії, це число визначалося кількістю апостолів і необхідністю мати представників усіх станів. Кількість присяжних — 12 напочатку було прийнято у всіх країнах, але потім дістало істотних змін. Натепер найменша кількість законодавчо визначена у 3 особи (Україна) найбільша — 15 (Шотландія). У деяких країнах допускається зменшення кількості присяжних під час судового розгляду, з певними обмеження стосовно окремих категорій справ (Англія). У класичному суді присяжних із окремою колегією присяжних засідателів найменша кількість присяжних становить 8 осіб (Австрія).
Кількість засідателів не має істотного значення для відокремленої від професійних суддів колегії присяжних. У 70-х роках був проведений експеримент: у деяких судах збільшили кількість народних засідателів (від чотирьох до шести), дослідники зробили висновок про те, що незалежно від кількості народних засідателів остаточне рішення постійно відповідало думці головуючого — професійного судді. Лише час, що затрачав суддя на переконання засідателів у правоті своєї точки зору, збільшувалося прямо пропорційно кількості засідателів. У судах, де шість засідателів були виділені в самостійну колегію, що вирішувала без професійного судді питання про ступінь винності підсудного, думки засідателів практично збігалися /п'ять із шести/ у тому числі у виді і розмірі покарання. — 3.
Закордонні дослідники діяльності журі присяжних Г. Кальвін і Г. Зейсел дійшли до висновку, що в одному з кожних чотирьох розглянутих у суді присяжних справ, думка професійних судів розходиться з думкою присяжних по питанню про винність −4.

## Принципи залучення присяжних
Участь у відправлені правосуддя, з моменту появи «суду рівних», обумовлювалась приналежністю до певного суспільного стану, а пізніше регулювалася шляхом встановлення різного роду цензів: майнових, освітніх, за місцем постійного проживання, релігійних, професійних, вікових та інш. (наприклад для осіб, що мають фізичні вади). Так, якщо обрання припускає певний політичний і соціальний фільтр, загорнутий у демократичні форми, то спеціальні цензи, запроваджені владою, є неприкритим зазіханням на права громадян. Загальновизнано, що право на участь у здійсненні правосуддя є невід'ємним для кожної людини, що володіє правом виборчого голосу.
Перш за все, для участі в правосудді як присяжного, особа має відповідати наступним критеріям:
1) Громадянство. Напочатку списки присяжних формувалися суто із громадян тієї країни, у якій здійснюється правосуддя. Участь іноземців та осіб без громадянства, виходячи із принципу державного суверенітету і невтручання в діяльність іноземних країн не допускалася [6, c. 1119]. При цьому, не береться до уваги громадянство самого підсудного. З метою забезпечення довіри до суду у ФРН допускається участь іноземних громадян як присяжних осіб, які на законних підставах проживали на території країни понад 10 років та отримали активне виборче право на виборах до місцевих органів влади.
2) Вік. Питання віку, з якого особу можуть залучати до обов'язків присяжного і відповідно звільняти від них, є дискусійним. Наприклад, у США, присяжним може бути громадянин, що досяг 21 року, а у Франції встановлено віковий ценз від 23 до 70 років[4, с. 75]. Законодавець виходить з різних міркувань при визначенні віку. Слід враховувати те, що присяжні не є професійними суддями і при винесенні рішення керуються внутрішніми переконаннями, які формуються на основі власного життєвого досвіду. Проєкт Кримінального процесуального кодексу України № 9700 передбачає внесення змін до деяких нормативних актів, зокрема до Закону України «Про судоустрій і статус суддів», де термін «народний засідатель» замінять терміном «присяжний», отже відповідно до статті 59 вищезгаданого закону, присяжним буде особа, у віці від 30 до 65 років [2, c. 4]. Така норма матиме доволі суперечний характер, адже суддею, відповідно до статті 64 Закону України «Про судоустрій і статус суддів», може бути особа не молодша 25 років, і тому цілком справедливим є застосування такого ж вікового цензу для присяжних.
3) Володіння мовою, якою судочинство ведеться. Цей критерій має важливе практичне значення, оскільки досить поширеними є випадки, коли громадянин не володіє, або в недостатній мірі володіє мовою судочинства. У такому випадку він не може бути залучений до розгляду справи як присяжний, тому що не зможе зрозуміти позицію обвинувачення, захисту, самого підсудного, показання свідків, висновки експерта, правильно оцінити надані докази. Звичайно, у такому випадку можна залучити перекладача для присяжного, але це ускладнить сам процес, та не гарантуватиме повного розуміння таким присяжним суті справи і, що найголовніше, не відповідатиме інтересам підсудного. Якщо громадянин, який не володіє мовою судочинства, залучається до участі у розгляді справи як присяжний, він підлягає заміні ще до початку судового розгляду.
4) Правосуб'єктність. Присяжний повинен володіти повною дієздатністю та деліктоздатністю. Особи з частковою дієздатністю, або недієздатні особи не повинні допускатися до правосуддя як присяжні.
5) Професійна діяльність. Значення професії при допуску до інституту присяжних не є дискримінаційним положенням. Тут йдеться про те, щоб посадові, службові та інші особи, що здійснюють публічну діяльність та функції делеговані їм державою, не допускалися до судочинства як присяжні в силу виконуваних ними повноважень. Наприклад, у Франції, існує вичерпний перелік посад, несумісних з обов'язками присяжного засідателя, серед яких: член уряду, парламенту, Конституційної ради тощо [4, с. 76]. У пункті 4 статті 59 Закону України «Про судоустрій і статус суддів» сформовано виключний перелік таких посад: народні депутати України, члени Кабінету Міністрів України, судді, прокурори, працівники органів внутрішніх справ та інших правоохоронних органів, військовослужбовці, працівники апаратів судів, інші державні службовці, адвокати, нотаріуси [3, c. 204]. Що характерно, законодавець у цьому випадку залишає не висвітленим перелік посад, який належить до категорії «інші державні службовці».
Усі присяжні повинні скласти присягу, перед тим як розпочнуть розгляд справи. У ній вони присягають виконувати свої обов'язки чесно і неупереджено, брати до уваги лише досліджені в суді докази, при вирішенні питань керуватись законом, своїм внутрішнім переконанням. Хоча присяга має, переважно, етичний характер, її порушення може значною мірою повпливати на об'єктивність та неупередженість судового розгляду і надалі винесення рішення. В такому випадку присяжний повинен понести відповідальність, що власне демонструє іноземний досвід. Українське законодавство та законопроєкти, на сьогодні, не передбачають санкцій за порушення присяжним присяги. Світова практика йде шляхом накладення штрафу та відсторонення від справи такого присяжного.

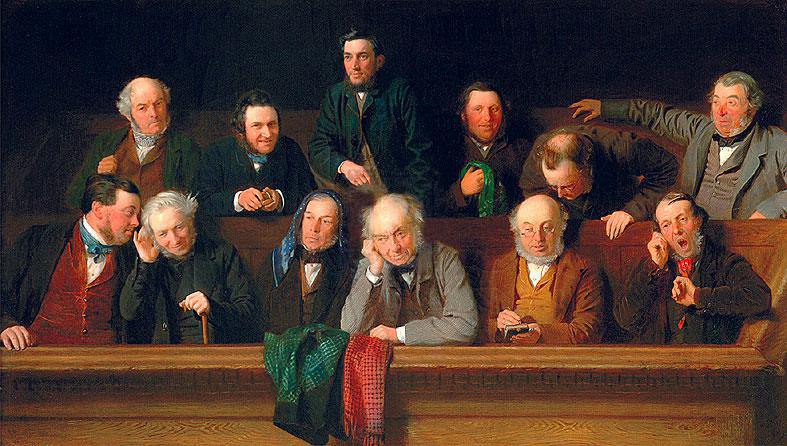
Джон Морган. Лава суду присяжних. 1861 рік

## Критика суду присяжних
Запроваджена в новому КПК України глава, що мала б регламентувати діяльність суду присяжних, м'яко кажучи, не витримує жодної критики.
Ніякого самостійного рішення (вердикту) присяжні, за такої концепції, не приймають, а отже – практично не відповідають ні за долю справи, ні за свої рішення. Пропонуючи ж їм спільно із суддями вирішувати всі питання судочинства, законодавець торує шлях до колективної безвідповідальності як самих присяжних, так і суддів-професіоналів, котрі, за таких умов, свої помилки і зловживання можуть «списувати» на недосвідчених присяжних. Такі присяжні можуть легко стати ширмою для судового безглуздя.  Суд присяжних має відроджуватись в класичній його моделі. Особливість класичної моделі суду присяжних:  поділ судової влади на дві відносно самостійні інституції (суд присяжних і професійний суддя), які взаємно контролюють один одного, що створює додаткові важелі стримувань і противаг проти свавілля й можливих проявів корупції та зменшує можливості судових помилок;  відокремлення питання про винуватість (це питання вирішується присяжними у вердикті) від питання про покарання (це питання вирішує суддя у вироку), що обмежує можливості зловживання, корупції та свавілля; активізація ретельного безпосереднього дослідження доказів у суді та змагальності сторін, чому сприяє, зокрема, той факт, що до початку судового розгляду присяжні не ознайомлюються з кримінальною справою; колегіальність прийняття вердикту та численність суддів і широкі права їх відводу, що значно обмежує можливості тиску та корупційних проявів. Так, власне кажучи, судова влада ділиться на дві взаємно контролюючі частини, що обмежує можливості для зловживання, корупції й тиску на судову владу, зміцнює принцип неупередженості й незалежності суду та зменшує ризик судових помилок.